# Главы Краснодара
Ниже представлен список глав города Краснодар (ранее — Екатеринодар)

## До Октябрьской революции
- Фролов, Константин Иванович
- Сквориков, Даниил Никитич
- Якунинский, Пётр Иванович
- Вербицкий, Лев Яковлевич
- Климов, Василий Семёнович
- Чистяков, Гавриил Степанович
- Дицман, Иван Николаевич
- Сквориков, Михаил Даниилович
- Дицман, Иван Николаевич
- Адамович, Михаил Прохорович
- Акулов, Филипп Матвеевич

## Руководители (с1917по1934)
- Глоба-Михайленко, Георгий Михайлович
- Панов, Иван Петрович

## Председатели горсовета и горисполкома (с1934по1991)
- Ивницкий, Лука Васильевич
- Галий, Фёдор Иванович
- Власов, Пётр Иванович
- Осипов, Михаил Маркович
- Смирнов, Дмитрий Иванович
- Литвинов, Михаил Денисович
- Печерица, Пётр Лукич
- Несвитайло, Павел Николаевич
- Дьяконов, Пётр Семёнович
- Васильев, Алексей Андреевич
- Стеблин, Всеволод Андреевич
- Качанов, Александр Иванович
- Бабичев, Иван Фёдорович
- Колмогорцев, Пётр Михайлович
- Сикальчук, Борис Антонович
- Артюшков, Виктор Данилович
- Бандурко, Вениамин Алексеевич
- Литвиненко, Юрий Владимирович
- Самойленко, Валерий Александрович
- Каракай, Михаил Сергеевич

## Первые секретари горкома партии (с1920по1991)
- Двойлацкий, Шолом Моисеевич
- Рывкин, Оскар Львович
- Березин, Александр Иосифович
- Шелухин, Иван Ефимович
- Газов, Леонид Петрович
- Ряхин, Александр Алексеевич
- Заборский, Валентин Витальевич
- Кривов, Александр Михайлович
- Миргородский, Иван Леонтьевич
- Качанов, Александр Иванович
- Чепков, Борис Александрович
- Никитюк, Олег Сергеевич
- Дикарёв, Михаил Александрович
- Дьяков, Иван Николаевич
- Гриценко, Николай Павлович

## Мэры Краснодара (с 1993)
- Кряжевских, Николай Фёдорович
- Самойленко, Валерий Александрович
- Приз, Николай Васильевич
- Евланов, Владимир Лазаревич
- Первышов, Евгений Алексеевич
- Алексеенко, Андрей Анатольевич
- Наумов, Евгений Михайлович